# Tableta de rapé
La tableta de rapé, tableta de inhalación o tableta insuflatoria es un instrumento utilizado para la autoadministración de polvos enteógenos de plantas como Anadenanthera colubrina (llamada vilca o cebil), Anadenanthera peregrina (llamada yopo o cohoba) y Virola elongata (llamada epená).
Las partes utilizadas de las plantas para la elaboración de los polvos pueden ser las semillas de vilca y yopo o la resina en el caso de la epená. Las tabletas son parte de la parafernalia inhalatoria junto a los tubos, morteros y espátulas o cucharillas. El material utilizado para la fabricación de la tableta puede ser madera, hueso o metal. Las tabletas pueden tener una forma rectangular, trapezoidal o circular.
El ámbito geográfico de las tabletas de rapé se relaciona al complejo alucinógeno de Anadenanthera spp., es decir: el Caribe y Sudamérica, incluyendo su uso ritual entre pueblos como los taínos, yagua, tukano y piaroa del alto Orinoco. En 1986, Constantino Manuel Torres publicó un estudio en el Boletín del Museo Chileno de Arte Precolombino en donde analizó 713 tabletas de inhalación de diferentes procedencias: 18 de Colombia, 7 de Perú, 11 de Bolivia, 51 del noroeste de Argentina, 595 del norte de Chile y 21 de la cuenca del Amazonas.

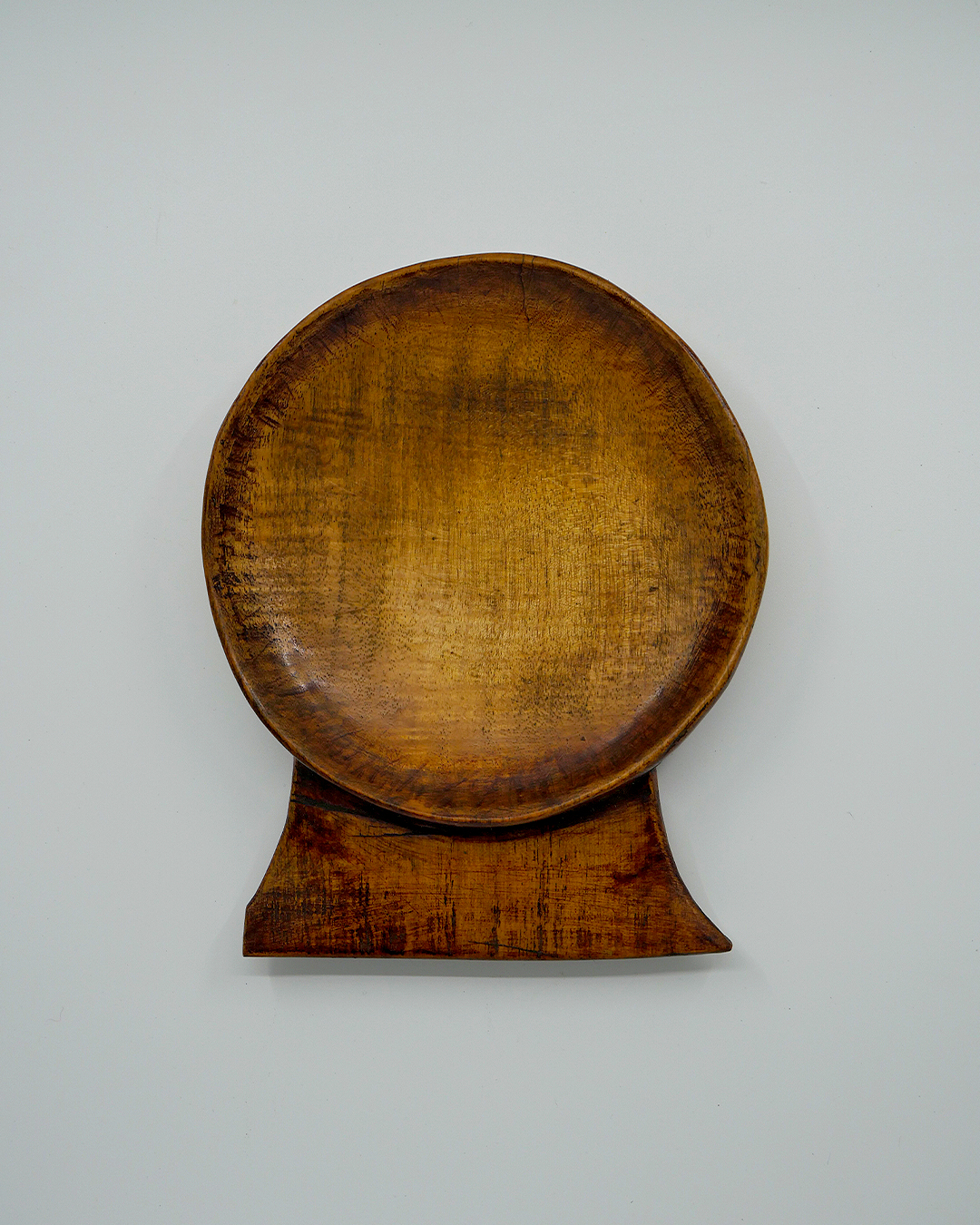
Yopo Plate (Piaroa)

## Antecedentes históricos
En el registro arqueológico, se han encontrado tabletas de inhalación en Huaca Prieta (La Libertad), Chavín de Huántar (Áncash) y La Real (Arequipa) en Perú. También en San Pedro de Atacama y Chiu Chiu en Chile y Tiwanaku en Bolivia.
Las primeras investigaciones realizadas enfocadas a las tabletas fueron hechas por el arqueólogo alemán Max Uhle a partir de 1898 con una tableta y un tubo obtenidos de Tiwanakau en Bolivia. En su trabajo, Uhle diferencia la inhalación del polvo del tabaco (Nicotiana rustica, Nicotiana tabacum) de los polvos de Anadenanthera spp. En el XVII Congreso de Americanistas en Buenos Aires en 1910, Uhle propone la función inhaladora de las tabletas y los tubos a partir de la extensa evidencia de la parafernalia utilizada por grupos de la amazonia.
La tableta de inhalación más antigua encontrada es la hallada por el arqueólogo estadounidense Junius Bird en Huaca Prieta en el Valle de Chicama, en la región La Libertad en Perú. La tableta hecha de hueso de ballena y fechada en el siglo XII a. C. fue encontrada durante las excavaciones que lideró entre 1946 y 1947. Junto a la tableta también halló un tubo de inhalación hecho con huesos de zorro y una ave.

### Horizonte Medio

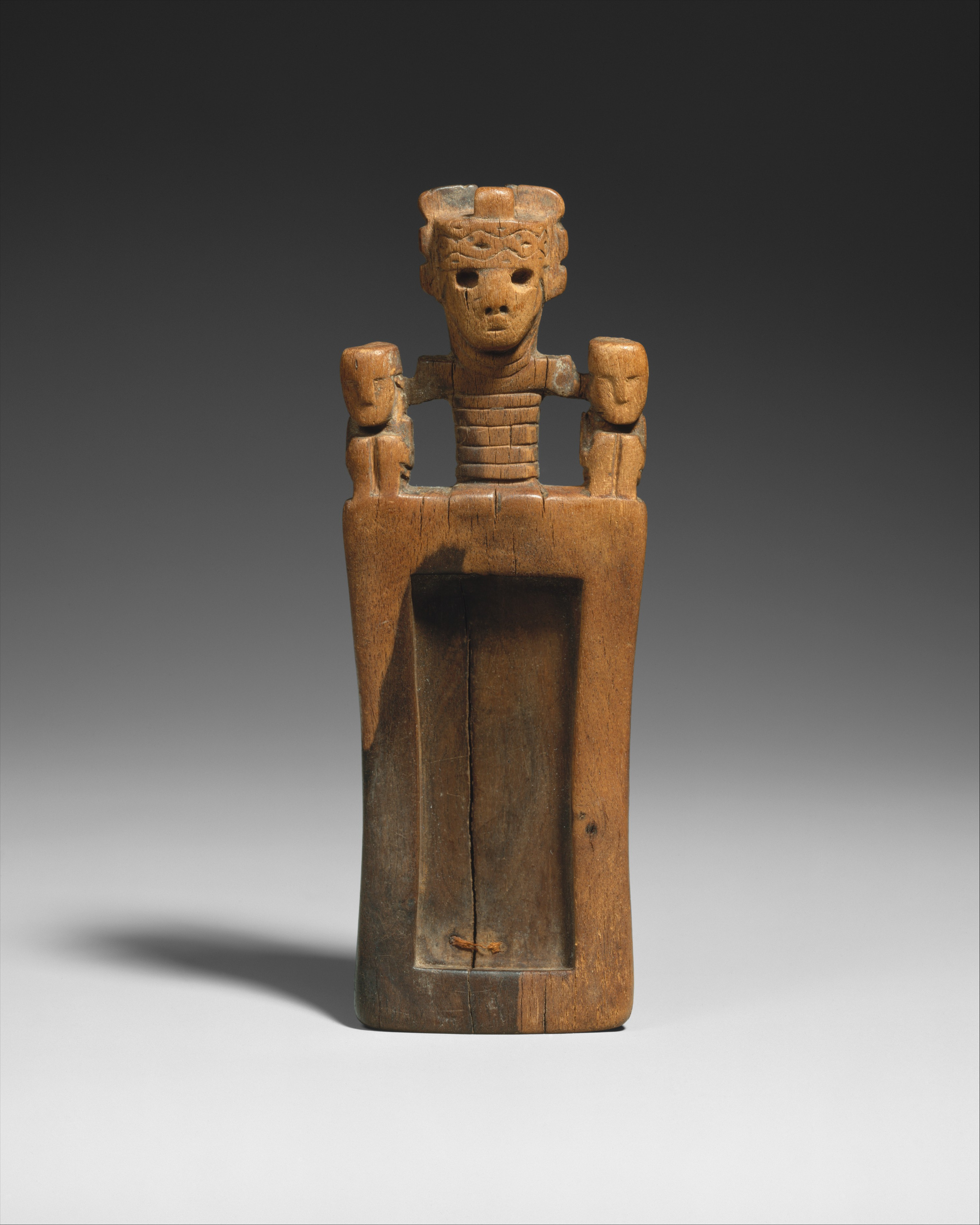
Tableta de la cultura wari.

La mayoría de las tabletas andinas encontradas a la fecha provienen del período denominado Horizonte Medio, por lo general considerado del 500 d. C. al 1100 d. C.
En el sitio La Real de la cultura wari ubicado en el Valle de Majes en la provincia de Castilla, región Arequipa en Perú, se han encontrado siete tabletas de rapé, nueve cucharitas de hueso y dos atados de cuero vinculados a la parafernalia inhalatoria de la willka (A. colubrina). La arqueóloga Patricia Knobloch ha identificado iconográficamente a la especie A. colubrina en las vasijas cerámicas halladas en el sitio wari de Conchopata en Ayacucho.
En el sitio Pallqa, provincia de Larecaja del departamento de La Paz en Bolivia, se encontró un atado de remedios de la cultura Tiwanaku en 1998. Dentro del atado se encontró un conjunto de elementos de la parafernalia del rapé de willka que incluyó una tableta de inhalación de madera con incrustaciones de mullu (Spondylus crassisquama), un estuche doble para la tableta hecha con cuero de taruca (Hippocamelus antisensis), dos estuches hechos con cuero de jaguar (Panthera onca), una cucharilla de hueso de camélido y piedras preciosas, entre otros objetos.
En el sitio Alero I La Matanza (aprox. 950 d. C.), en el departamento de Santa Catalina en la provincia de Jujuy en Argentina, se encontraron dos momias con deformación craneana y la parafernalia del rapé asociada: una tableta de rapé de madera (13 cm x 4 cm), un recipiente cilíndrico de madera (6 cm x 3 cm de diámetro) y dos tubos de hueso (9 cm x 2.5 cm de diámetro y 11.5 cm x 2.5 cm de diámetro). Dentro de uno de los tubos de hueso se encontraron restos orgánicos que se analizaron en 1999 determinándose la presencia de Anadenanthera colubrina var. cebil.

### Periodo colonial
En la provincia de Tucumán en Argentina, Pedro Sotelo de Narváez registra en su Relaciones Geográficas de Indias en 1582 el uso del cebil en forma de rapé: «Toman por las narices el sebil, que es una fruta como vilca; hácenla polvo y bébenla por las narices».
En un documento de 1674 escrito por el extirpador de idolatrías Domingo Suero Leiton en relación con las actividades que realizó en la provincia de Atacama, se describen dos rituales que incorporan tabletas de rapé asociados a la fertilidad de las cosechas. La arqueóloga Helena Horta Tricallotis en su estudio sobre esta y otras fuentes etnohistóricas postula un uso en ese periodo ya no vinculado a la práctica inhalatoria sino transformado y resignificado, en donde aún persiste la esencia de la tableta como parte de un ritual de mediación con el mundo divino.

## Uso en la actualidad
Hoy en día, la tableta o “plato” de rapé sigue usándose tradicionalmente entre los piaroa del alto Orinoco, quienes emplean platos circulares de madera lisa para servir la medicina conocida como Ñuá, elaborada a base de semillas de Anadenanthera peregrina. Este se utiliza junto con un inhalador de hueso llamado Ñuaba, un pisador de madera, entre otro elementos, como parte de una parafernalia sencilla que representa una estrategia cultural para resguardar su patrimonio ritual. También se ha documentado el empleo de la tableta entre los cuiva, en contextos ceremoniales afines.

## Galería de imágenes

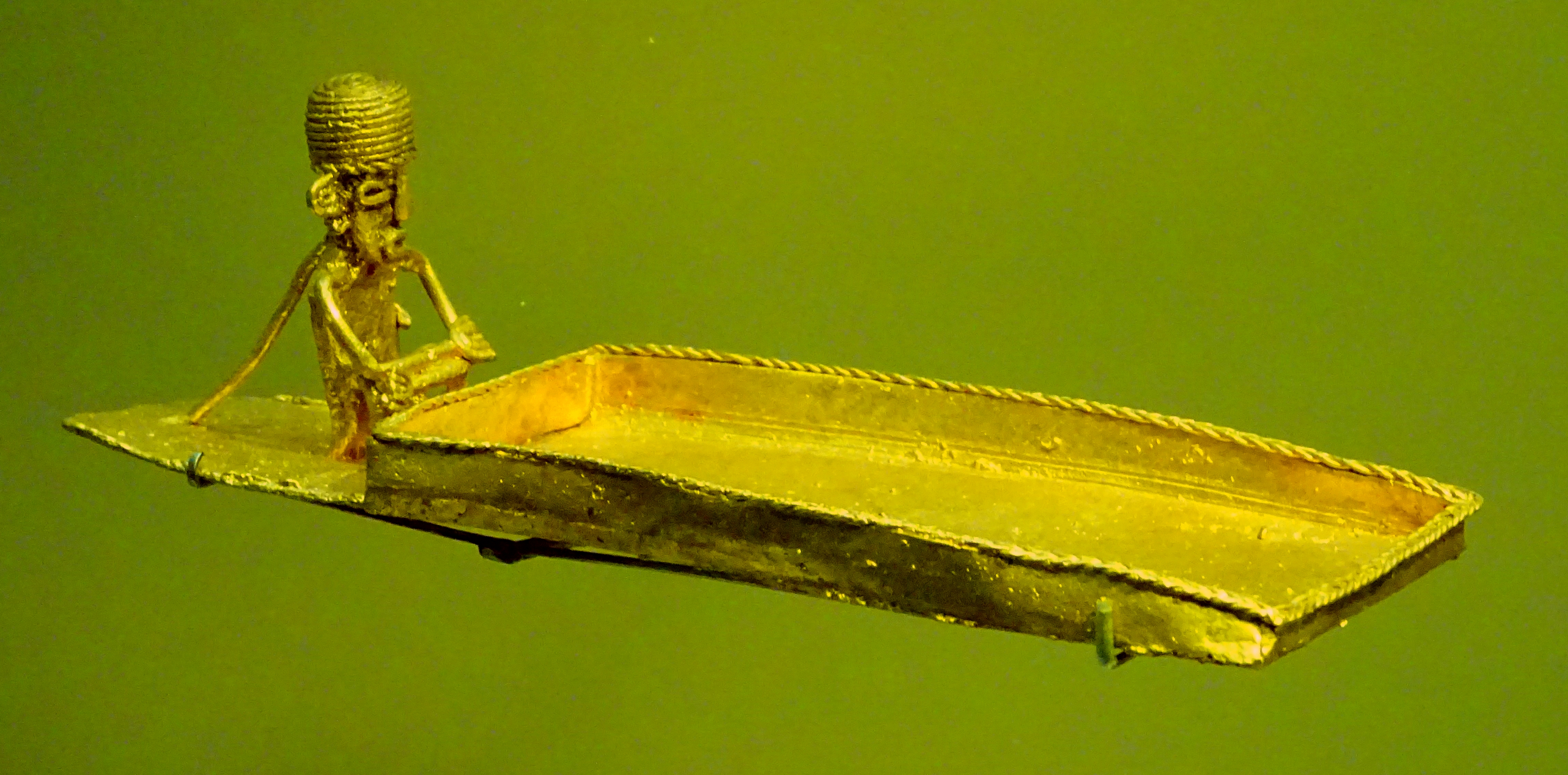
Tableta de oro, cultura muisca.
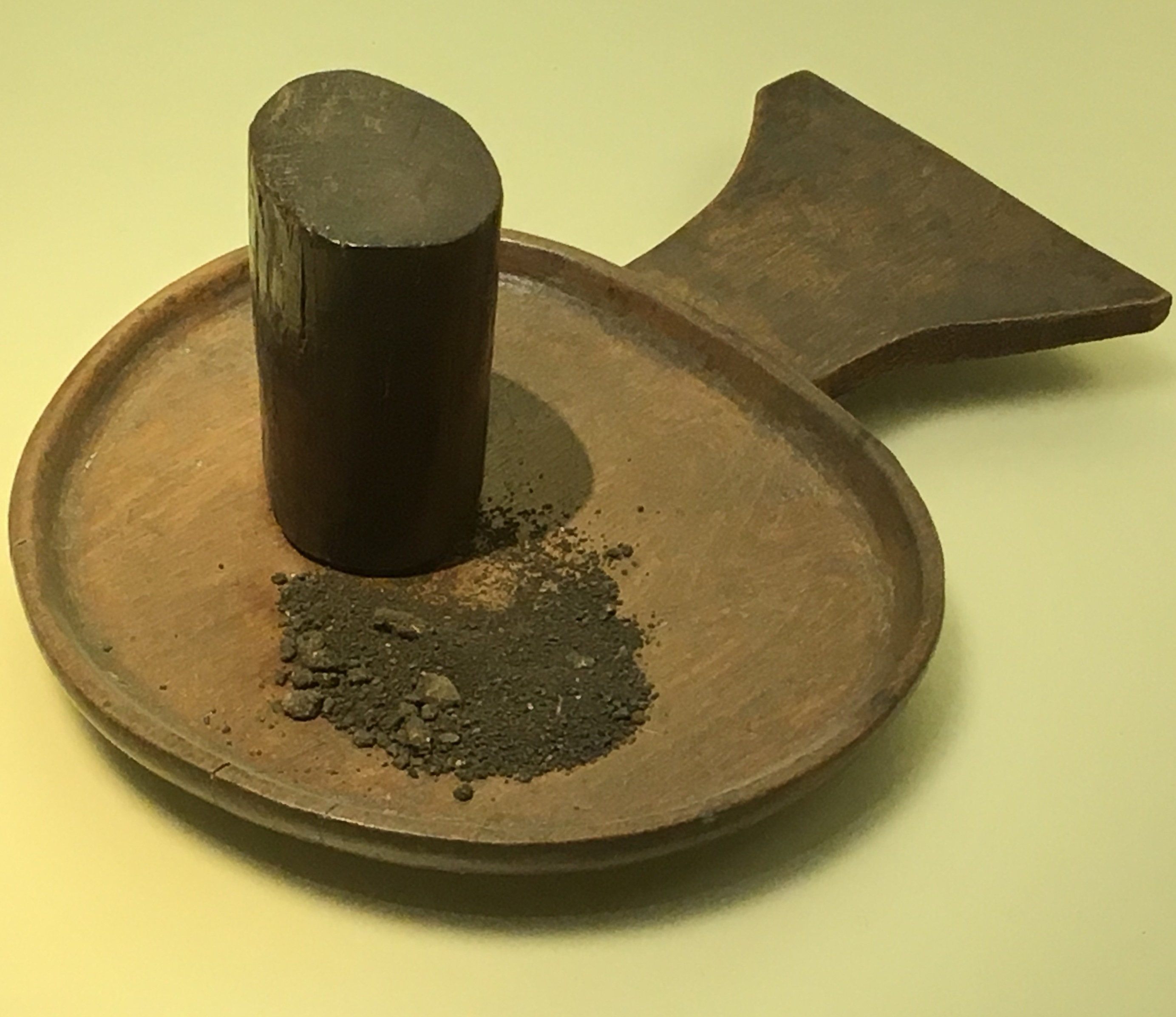
Tableta circular con yopo (Anadenanthera peregrina), cultura guahibo.
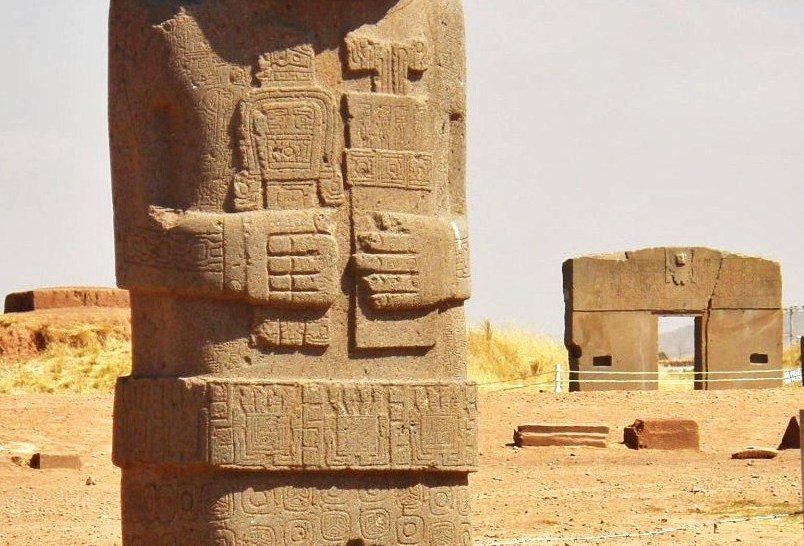
Dos tabletas sujetadas por el ser representado en el Monolito Bennett en Tiwanaku, Bolivia.
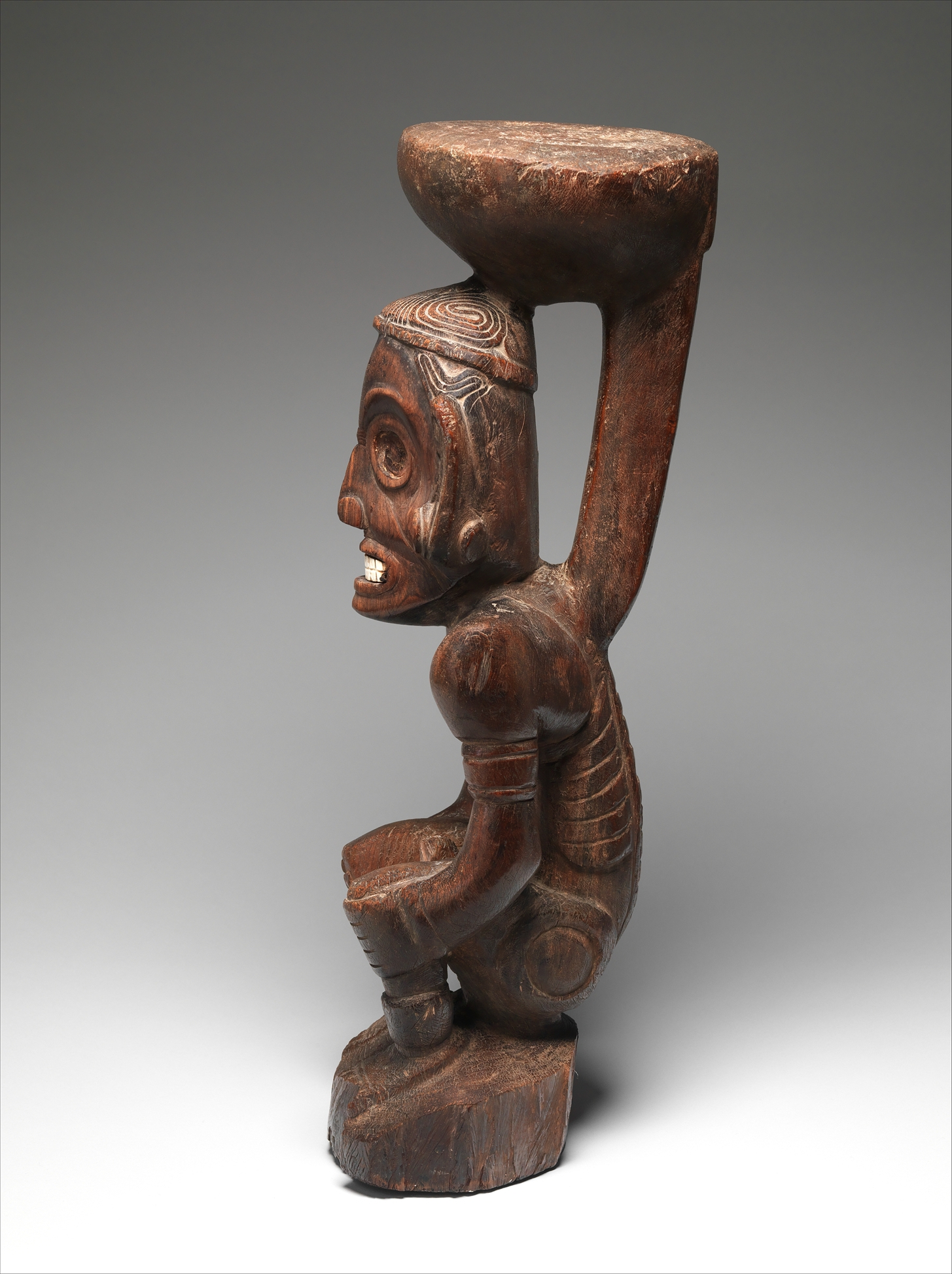
Los taínos en el Caribe utilizaban una escultura llamada zemí a manera de tableta.